# Christophe Robert
Pour les articles homonymes, voir Christophe Robert (homonymie).
Christophe Robert est un footballeur français né le 30 mars 1964 à Montpon, qui jouait, dans les années 1980 et 1990, au poste d'attaquant.

## Biographie
Formé à Nantes, il intègre l'équipe professionnelle lors de la saison 1981-82, où il apparaît 2 fois pour suppléer Loïc Amisse au poste d'ailier gauche. Il ne joue que 4 fois la saison suivante, avant de trouver plus de temps de jeu lors de la saison 1983-84 en devenant le remplaçant régulier de son aîné après le départ de Henrik Agerbeck pour Sochaux. 
Il ne supplantera toutefois jamais Amisse même s'il foule la pelouse entre 20 et 30 fois chaque saison pour les matchs de championnat. Il n'accède au statut de titulaire que sous l'ère Blazevic lors des saisons 1988-1989 puis surtout en 1989-1990. Sous le maillot jaune et vert, il aura joué au total 191 matchs et marqué 30 buts.
En 1991, il signe un contrat avec l'AS Monaco et fait partie de la rencontre curieusement perdue en fin de saison le 18/04/1992 contre Marseille (3-0) qui finira champion de France puis rejoint le club de Valenciennes en 1992. Il est en 1993 l'un des principaux protagonistes de l'affaire VA-OM. Ce scandale sportif et la condamnation judiciaire qui s'ensuit le conduisent à s'expatrier en février 1995 en Argentine, au Club Ferro Carril Oeste. Il rentre en France quelques mois après pour évoluer en deuxième division à Louhans-Cuiseaux (1995-1996), puis l'année suivante en Division 1 à Nancy (1996-1997), puis à nouveau en D2 à Saint-Etienne (1997-1998), où il termine sa carrière sur un titre de champion de France de D2.
Il connaît deux sélections avec l'équipe de France B, contre les Pays-Bas B et la Finlande.
Après s'être reconverti dans la restauration et la vigne à Saint-Émilion, il gère jusqu'à 2008 avec Thierry Bonalair un multiplexe baptisé R'Soccer situé à Saint-Sébastien-sur-Loire. Il est également négociant en vin. Après ce multiplexe, il est gérant d'une société nommée D-clic dans laquelle il s'est associé avec David Aubin (qui est à l'origine de celle-ci) et Luc Alphand, ancien champion du monde de ski. La société D-CLIC a été radiée le 12 novembre 2020.

## Carrière
- 1981-1991 : FC Nantes ( France)
- 1991-1992 : AS Monaco ( France)
- 1992-1993 : US Valenciennes-Anzin ( France)
- 1994-1995 : Club Ferro Carril Oeste  ( Argentine)
- 1995-1996 : CS Louhans-Cuiseaux ( France)
- 1996-1997 : AS Nancy-Lorraine ( France)
- 1997-1999 : AS Saint-Étienne ( France)[6]

## Palmarès
- 1998-1999 : champion de France de D2 avec l'AS Saint-Étienne